# Rissoa labiosa
Rissoa labiosa är en snäckart som först beskrevs av Montagu 1803.  Rissoa labiosa ingår i släktet Rissoa och familjen Rissoidae. Inga underarter finns listade i Catalogue of Life.